# Reformierte Kirche Davos Sertig

Aussenansicht. Im Hintergrund Sertig Sand.

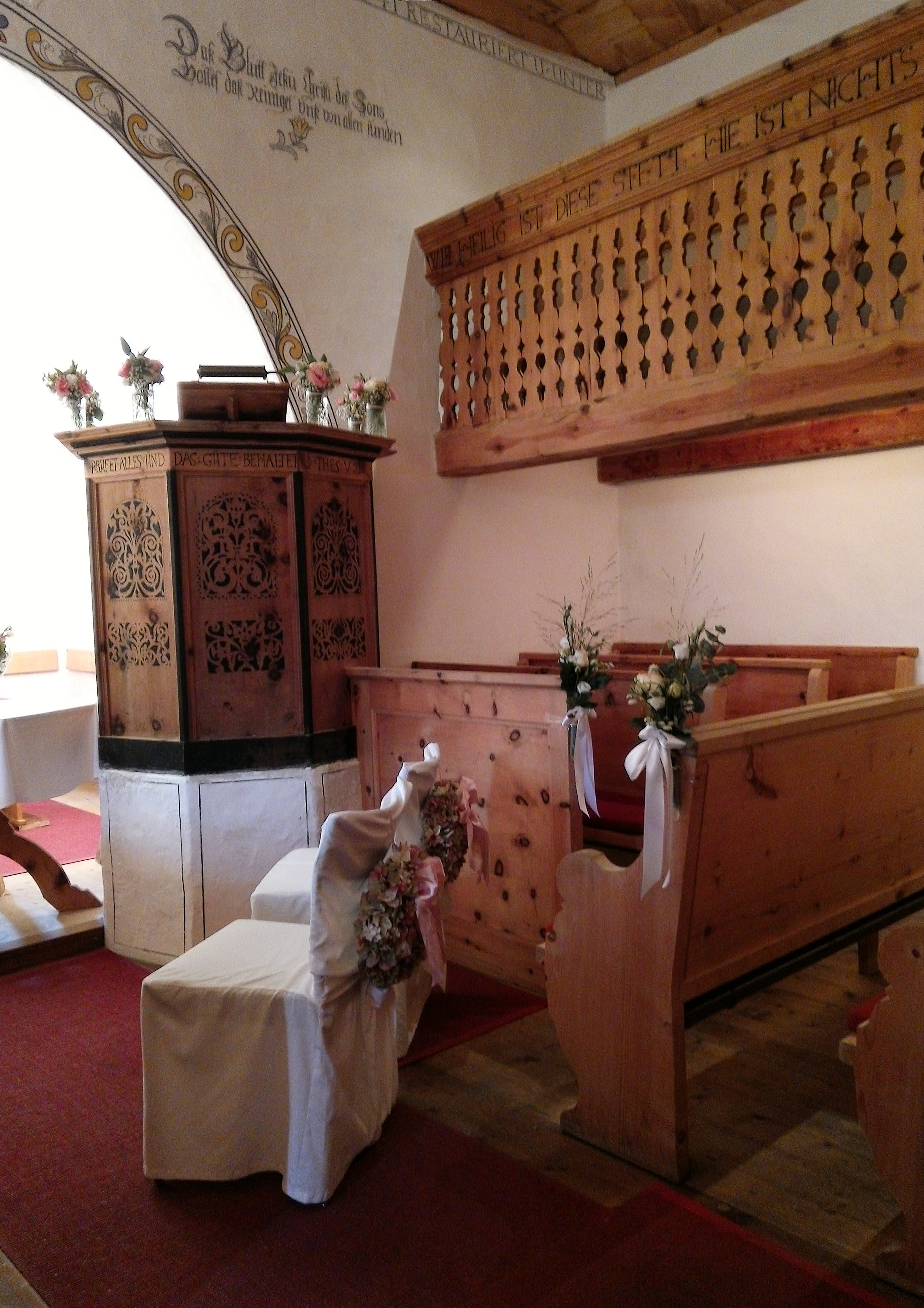
Teil der Innenausstattung mit Kanzel.

Die reformierte Kirche im Sertigtal bei Davos ist ein ökumenisch genutztes evangelisch-reformiertes Gotteshaus unter dem Denkmalschutz des Kantons Graubünden. Sie befindet sich in Sertig Dörfli und ist im Besitz der Atzungsgenossenschaft des Tals. In der Sommersaison von Mitte Juli bis Mitte September finden in der Kirche Gottesdienste und kirchliche Feiern verschiedener Konfessionen statt.

## Geschichte und Ausstattung
Erbaut wurde die Kirche 1699 und damit in einer Zeit, als sich das konfessionelle Leben im Landwassertal nach den Verheerungen der Bündner Wirren wieder konsolidierte.
Der Turm trägt ein Zelt-, das Kirchenschiff ein Giebeldach. Im dichtgebauten Kircheninneren dominiert eine schalldeckellose Kanzel, der ein Tauftisch vorangestellt ist, auf dem nach Bündner reformiertem Brauch auch das Abendmahl gefeiert wird. Der Chor ist dreiseitig geschlossen und wird durch einen Kielbogen vom Schiff getrennt.
In den Jahren 1780, 1899, 1920 und 1941 fanden jeweils Teilsanierungen des Gebäudes statt, 1997 erfolgte eine Restaurierung. Mit der 1941er-Sanierung wurde das Kirchlein nach dem Natur- und Heimatschutzgesetz mit der Nummer 10736 unter Denkmalschutz gestellt.
Die beiden Glocken stammen aus den Jahren 1471 und 1780.
In den Monaten Juli bis September finden jeden Sonntag Gottesdienste statt sowie an Heiligabend derer zwei. Zwischen Mai und Oktober können in der «schneefreien Zeit» kirchliche Handlungen aller christlichen Konfessionen durchgeführt werden.

## Kirchliche Organisation
Die Kirche Sertig gehört in der Evangelisch-reformierten Landeskirche Graubünden zur Kirchengemeinde Davos Altein, die 2016 aus der ehemaligen Pastorationsgemeinschaft, die zwischen Frauenkirch und Glaris bestand, hervorging.

## Galerie

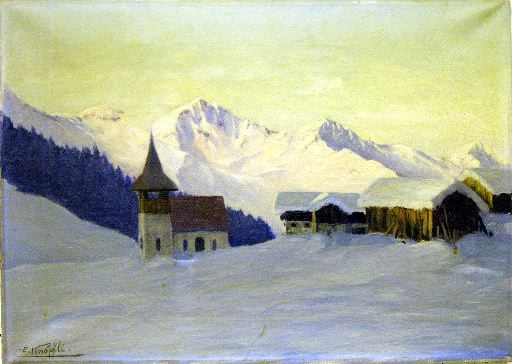
Die Kirche auf einem Gemälde von ca. 1920
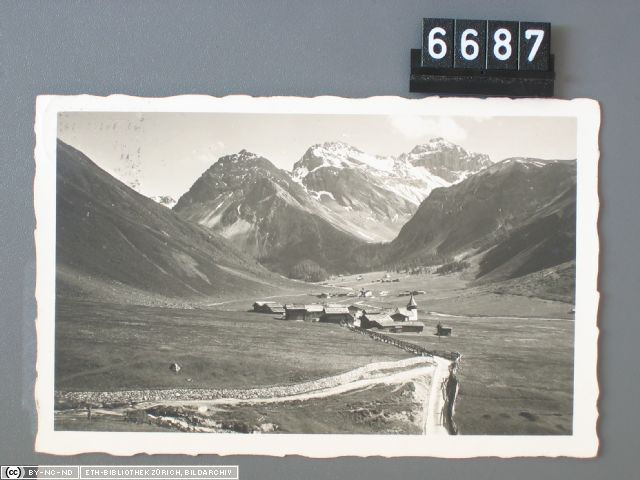
Die Lage der Kirche gut sichtbar auf einer Ansichtskarte von 1927
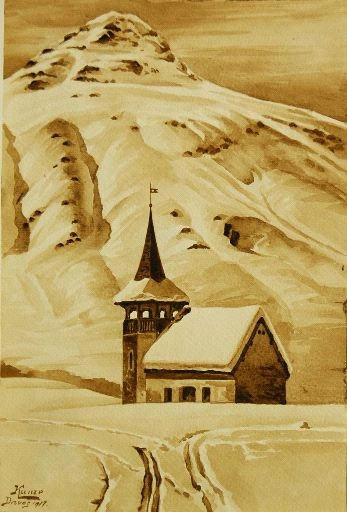
Die Sertiger Kirche auf einem Gemälde von 1917